# Slatiza
Slatiza (auch als Zlatitca, Zlatica geschrieben, bulgarisch Златица) ist eine bulgarische Stadt. Sie liegt 79 Kilometer östlich der Hauptstadt Sofia und ein bis zwei Kilometer von der Schwesterstadt Pirdop entfernt. Slatiza ist das administrative Zentrum der gleichnamigen Gemeinde. Bis Anfang der 1990er Jahre waren die Städte Slatiza und Pirdop eine gemeinsame Stadt namens Srednogorie (Средногорие).
Die Stadt liegt in der Slatiza-Ebene (bulg. Златишко поле), die vor starken Winden schützt und für ein relativ mildes Klima sorgt.

## Geschichte
Im 13. Jahrhundert wird Slatiza erstmals schriftlich erwähnt. Bei Slatiza fand 1445 die nach der Stadt benannte, historische Schlacht statt. Nach dem Ende der türkischen Herrschaft 1878 verließen ansässige Türken die Stadt und Bulgaren aus Mazedonien siedelten sich hier an.

## Wirtschaft
Größter Arbeitgeber der Stadt und der Region ist Aurubis Bulgaria AD (früher Cumerio Med, Umicore Med und MDK Pirdop), der seit 2008 zur Aurubis AG gehörende einzige große Kupferproduzent Bulgariens. Seit der Privatisierung im Jahre 1997 wurden rund 350 Mio. Euro in die Weiterentwicklung des Werkes investiert, davon allein rund 80 Millionen Euro in Umweltschutzmaßnahmen, um die Umweltstandards der EU zu erfüllen. Dadurch konnten die spezifischen Staubemissionen um 90 % und die spezifischen CO2-Emissionen um 54 % gesenkt werden. Im Oktober 2008 wurde eine neue, hochmoderne Anlage zur Kupferreinigung durch Elektrolyse mit einer Kapazität von 180.000 Tonnen Kupferkathoden pro Jahr in Betrieb genommen.
Aurubis Bulgaria produziert zusätzlich rund 1 Mio. Tonnen Schwefelsäure im Jahr und beschäftigt knapp 800 Mitarbeiter. Der große Kamin der Kupferhütte ist 325 Meter hoch und zusammen mit den Kaminen der Braunkohlekraftwerke von Maritza Ost das höchste Bauwerk Bulgariens.